# Ludenhoff
Ludenhoff (Ludenhof), friherreskap i Lugaži (Lugden), Valka (Walk) län, Livland, vilket den 8 oktober 1653 upprättades till förmån för lantrådet i Estland före detta översten Hans Wrangel med succession för dennes anförvant ryttmästaren Herman Wrangel.
Den 22 maj 1655 blev Herman Wrangels successionsrätt till länet förklarad ogiltig, och i stället förordnades att detta efter Hans Wrangels död skulle övergå till dennes äldste brorson, riksrådet och fältmarskalken greve Carl Gustaf Wrangel, och hans manliga livs- och länsarvingar. Friherreskapet omfattade godset Ludenhoff i Livland, vilket Hans Wrangel erhållit av Gustav II Adolf under Norrköpings besluts villkor.